# Valleruela de Sepúlveda
Valleruela de Sepúlveda is een gemeente in de Spaanse provincie Segovia in de regio Castilië en León met een oppervlakte van 15,99 km². Valleruela de Sepúlveda telt 53 inwoners (1 januari 2016).

## Demografische ontwikkeling
Bron: INE, 1857-2011: volkstellingen